# Astudillo
Astudillo es un municipio y localidad española de la provincia de Palencia, en la comunidad autónoma de Castilla y León. Se sitúa a 29 km al noreste de la capital provincial y cuenta con una población de 1038 habitantes (INE 2024).

## Toponimia

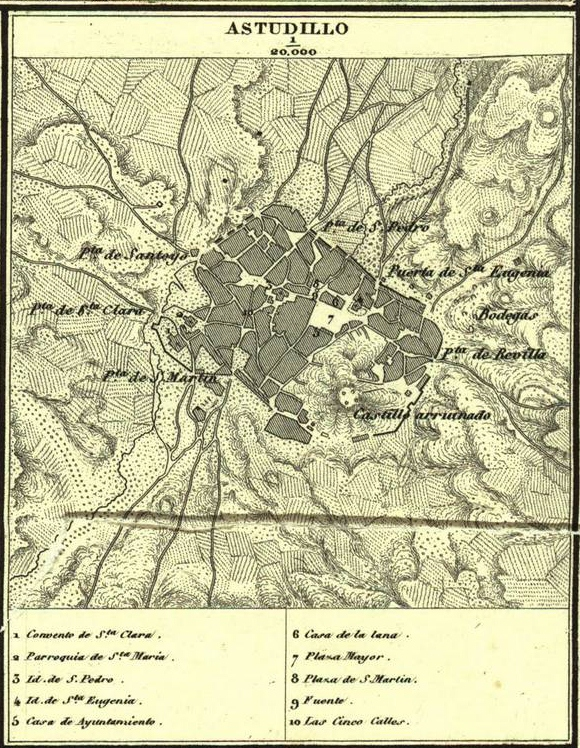
Mapa de la localidad publicado en 1852 realizado por Francisco Coello

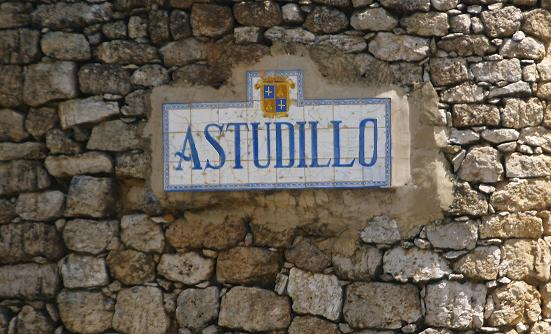
Letrero

Existen diversas hipótesis que tratan de explicar el origen del nombre de la villa. Para unos, el nombre de Astudillo procede de época romana, concretamente de Estatilio Tauro, general romano cuyas legiones tuvieron su campo de operaciones por esta comarca vaccea acerca del año 29 a. C. Otros lo asocian con los astures, repobladores venidos del norte con el rey Alfonso III el Magno en el siglo IX. Sin embargo, otra teoría es la que asocia el nombre de Astudillo con el de «pequeño estudio» que el obispo Conancio trasladó de Palencia a Astudillo, también alrededor del siglo VII. Los estudiosos de la toponimia también tienen su teoría: al parecer, el origen del nombre de la villa se asocia con raíces vasconas y celtas (atd = peña, tud = cueva, refugio), que junto al diminutivo latino ellum formarían el significado de «pequeño refugio en las alturas».

## Geografía

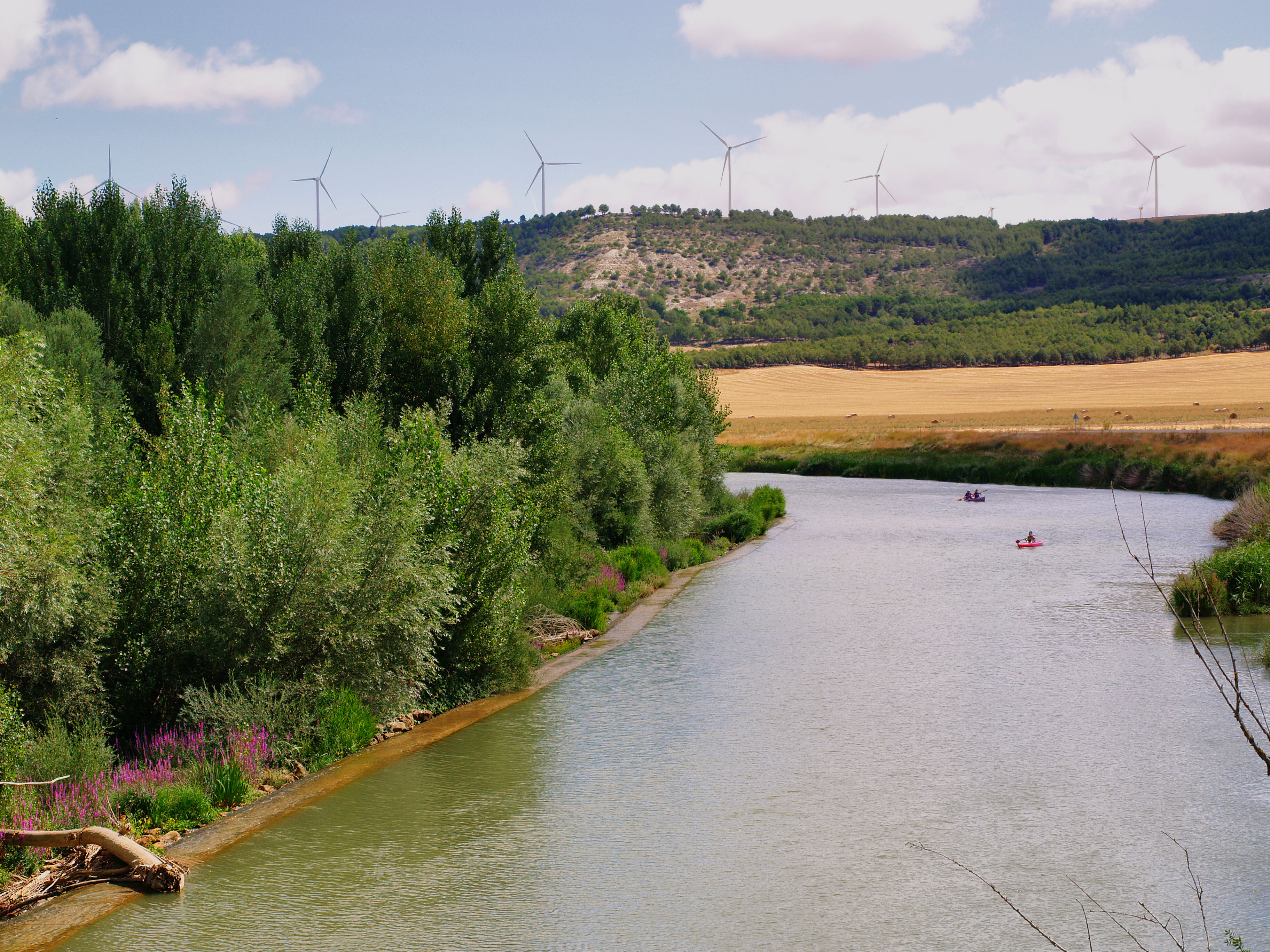
Río Pisuerga en Astudillo

Su término municipal municipio se encuentra en el este de la provincia, siendo el más extenso en superficie de toda la provincia. Limita con la provincia de Burgos y por él fluye el Pisuerga. Situado en la frontera entre El Cerrato y Tierra de Campos, a 28 km de Palencia capital.
La villa de Astudillo se localiza entre las comarcas naturales de El Cerrato y Tierra de Campos. Gran parte del paisaje del término municipal puede considerarse de carácter cerrateño, en el que predominan los terrenos calizos, que suponen uno 80% del total, seguido de terrenos arcillosos y silícieos. Un elemento característico son los páramos calcáreos, que pueden llegar incluso a los 900 metros de altitud, como es el caso de El Pau y Valdesanchín. La zona más meridional tiene un carácter más terracampino. Por lo tanto, Astudillo comparte prácticamente por igual en su término municipal los modelos de paisajes cerrateños y terracampinos.
Son numerosos los arroyos que discurren por el término municipal astudillano, como los de Pargoño, Palacios, Vallecedillo, Espinosilla y del Val, que desaguan en el Madre y en el de Fuente Palacios, para desembocar en el río Pisuerga, que atraviesa de norte a sur la parte noreste del término municipal.
En cuanto al relieve, predominan los terrenos llanos, junto con los de pendiente ligera y pronunciada, ya en menor medida. La altitud máxima se localiza en el pico de Pau (909 metros) y la mínima a 750 metros a orillas del Pisuerga.

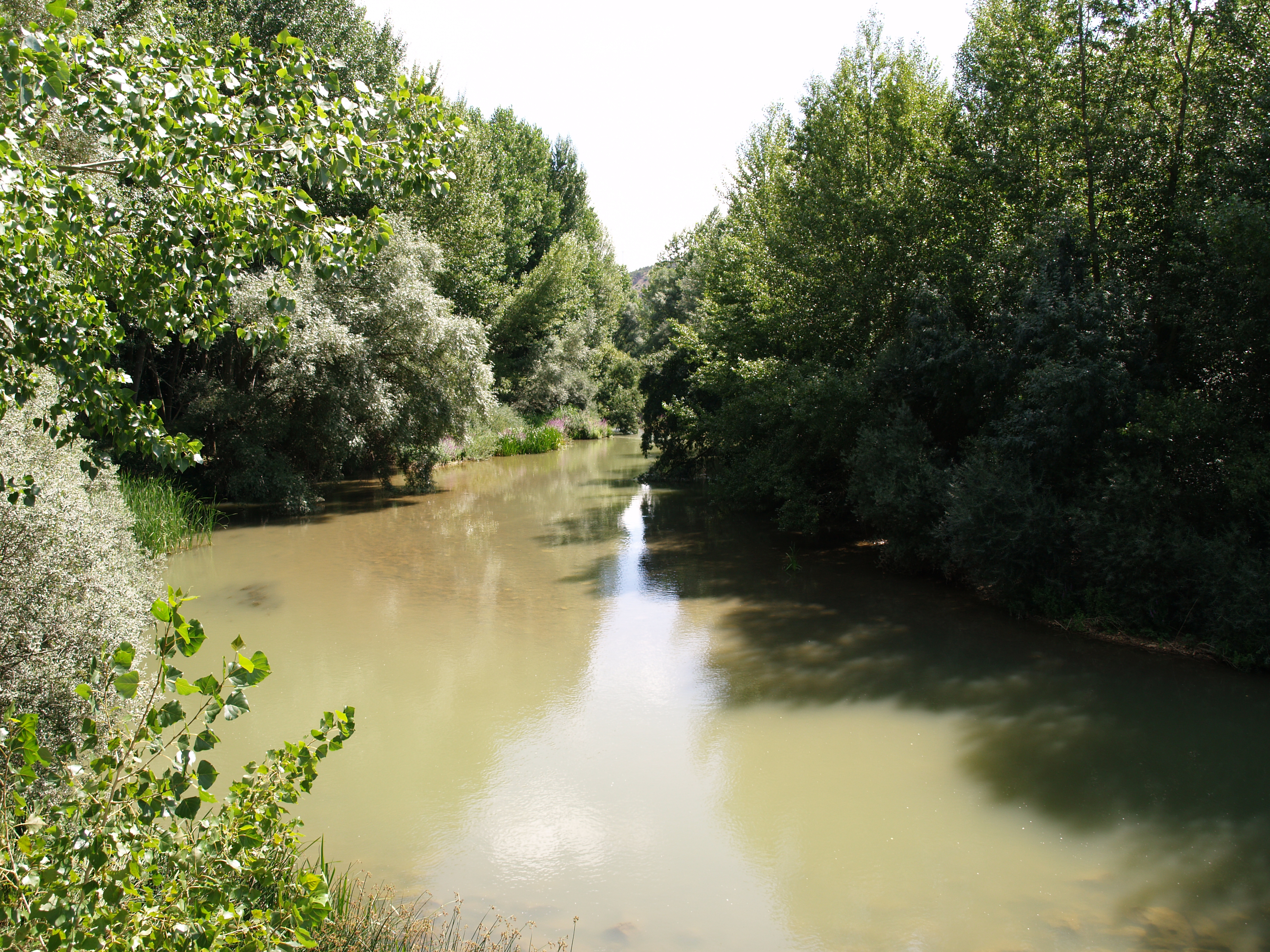
Río Pisuerga a su paso por Astudillo

La comarca de Astudillo goza de un clima seco, extremo y continentalizado, con máximas de 36° y mínimas de -12°, que permite el desarrollo de un modelo de vegetación natural perteneciente al tipo de bosque mediterráneo de encinas o carrascas. Las lluvias se distribuyen irregularmente a lo largo del año, con unas medias anuales que rondan entre los 400 y 500 mm.
A pesar de la desaparición de abundante vegetación debida a las actividades humanas, existen en el término municipal de Astudillo numerosos entornos de gran riqueza natural, con frondosa vegetación y próximos a fuentes, manantiales, arroyos, o en la vega del río Pisuerga. Otro entorno natural a destacar es el monte de Astudillo, con 1037 hectáreas, predominando especies como el chopo común, el sauce mayor y el olmo común.
La fauna se identifica con el ecosistema mediterráneo, albergando gran variedad de especies: reptiles (como las lagartijas, eslizones, lagartos y culebras) aves rapaces (ratonero, aguilucho cenizo), roedores (ratón de campo, topillo), aves esteparias (alondras, collalba gris, calandrias), otras aves (palomas, abubillas, cucos, codornices y perdices) y mamíferos (liebre, conejo, jabalí, zorro). Los ríos, acequias, arroyos y canales atraen a numerosas aves, tanto migratorias como estables, entre las que resaltamos patos y la garza real. Del mismo modo, la fauna piscícola que acogen estas corrientes fluviales se caracteriza por las truchas, barbos, cachos y cangrejos.

## Historia
Su origen es antiguo, con restos romanos en sus alrededores. El 10 de mayo de 1147, el rey Alfonso VII de León "el Emperador" concedió los fueros de Castrojeriz al lugar de Astudillo. En la Edad Media y moderna tuvo un gran desarrollo por la producción textil.
Entre 1785 y 1833, formó parte, como pueblo solo, del Partido de Castrojeriz, Intendencia de Burgos. Entre 1834 los años setenta, la villa fue cabeza de partido judicial.[cita requerida]

## Demografía
Cuenta con una población de 1038 habitantes (INE 2024).
| Gráfica de evolución demográfica de Astudillo entre 1842 y 2021 |
| |
| Población de derecho según los censos de población del INE Población de hecho según los censos de población del INEEntre el censo de 1981 y el anterior, crece el término del municipio porque incorpora a 34119 (Palacios del Alcor) |

El municipio de Astudillo comprende también la pedanía de Palacios del Alcor.

## Economía
Su actividad principal es la agricultura, la industria alimentaria y la producción eléctrica: hay varios parques eólicos alrededor del casco urbano, además de una instalación fotovoltaica de 1 MW y algunas otras más pequeñas.

## Administración y política
| Periodo   | Nombre                                              | Partido                     |
| --------- | --------------------------------------------------- | --------------------------- |

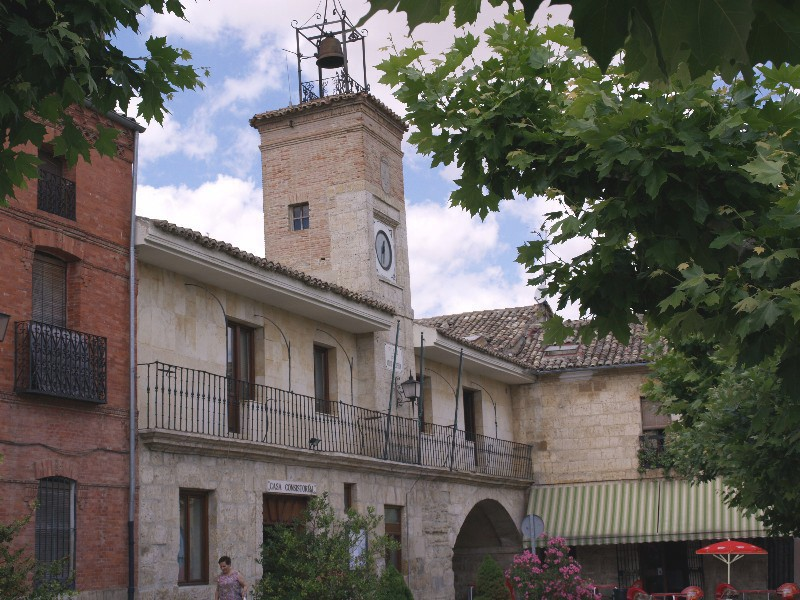
Casa consistorial

| 1979-1983 | Luis Alberto Nebreda                                | Unión de Centro Democrático |
| 1983-1987 | Luis Alberto Nebreda                                | Alianza Popular             |
| 1987-1991 | Glicerio Castro, a partir de 1988 Mª Soledad Varela | PSOE                        |
| 1991-1995 | Eugenio Duque Bustillo                              | Partido Popular             |
| 1995-1999 | Eugenio Duque Bustillo                              | Partido Popular             |
| 1999-2003 | Agustín Manrique González                           | PSOE                        |
| 2003-2007 | Luis Santos González                                | Partido Popular             |
| 2007-2011 | Luis Santos González                                | Partido Popular             |
| 2011-2015 | Luis Santos González                                | Partido Popular             |
| 2015-2019 | Luis Santos González                                | Partido Popular             |
| 2019-2023 | Luis Santos González                                | Partido Popular             |

## Educación
- El colegio público comarcal Anacleto Orejón: lleva vigente desde 1972, donde se enseña educación infantil y primaria a niños, no sólo de Astudillo, sino también de pueblos de alrededor, como Santoyo, Melgar de Yuso o Itero de la Vega.
- El pueblo cuenta también con una guardería abierta en el 2005, para niños de 0 a 3 años.

Anteriormente existieron varios colegios entre los que destacamos:
- El Hospital de San José: primero sirvió como hospital, luego pasó a ser un colegio, y ahora es una residencia de ancianos.
- El Colegio Salesiano: se inauguró como «Colegio Salesiano Santa María de Astudillo» en los años 1920. Ahora se utiliza como pensión.

## Patrimonio

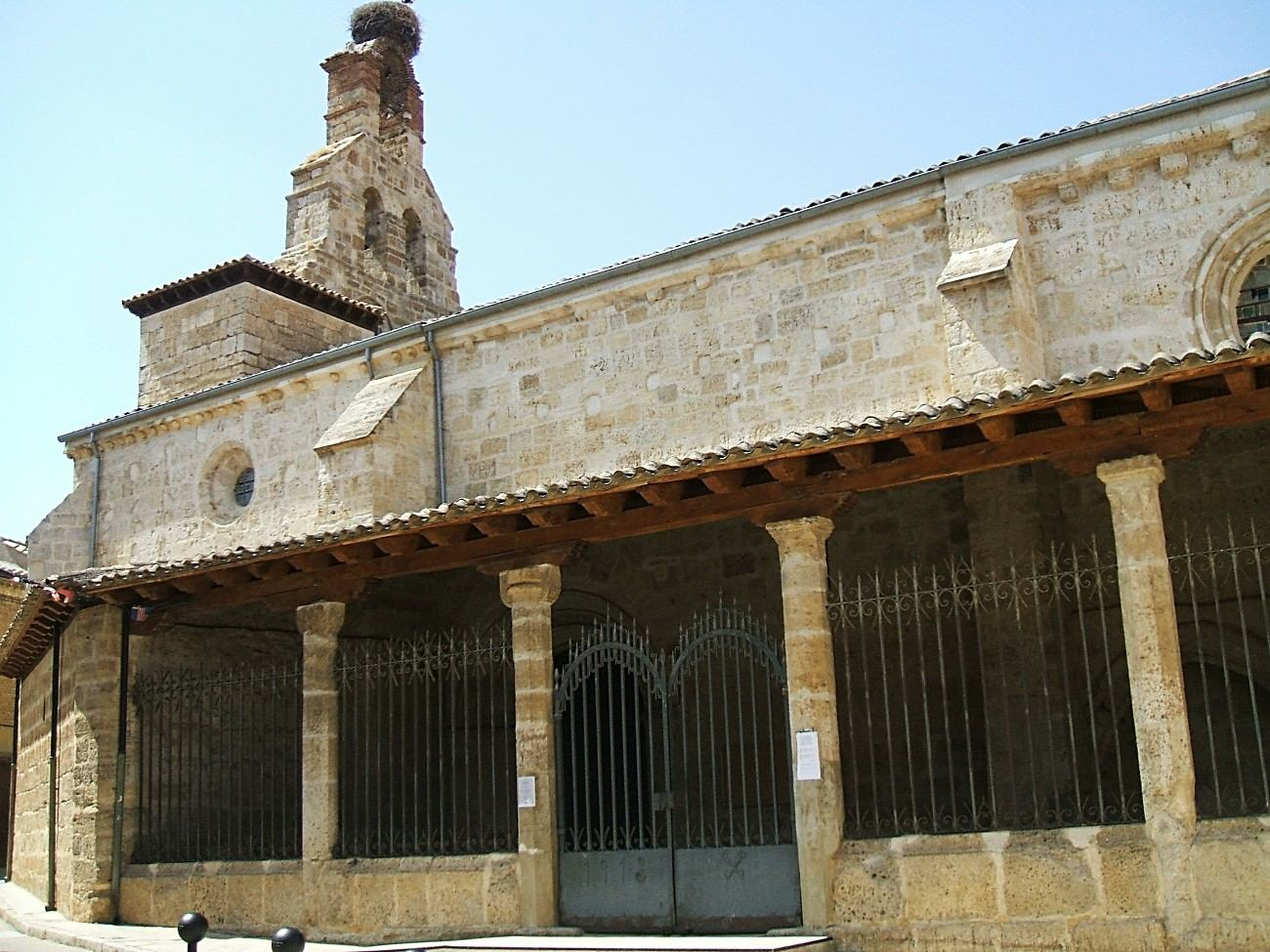
Iglesia de San Pedro

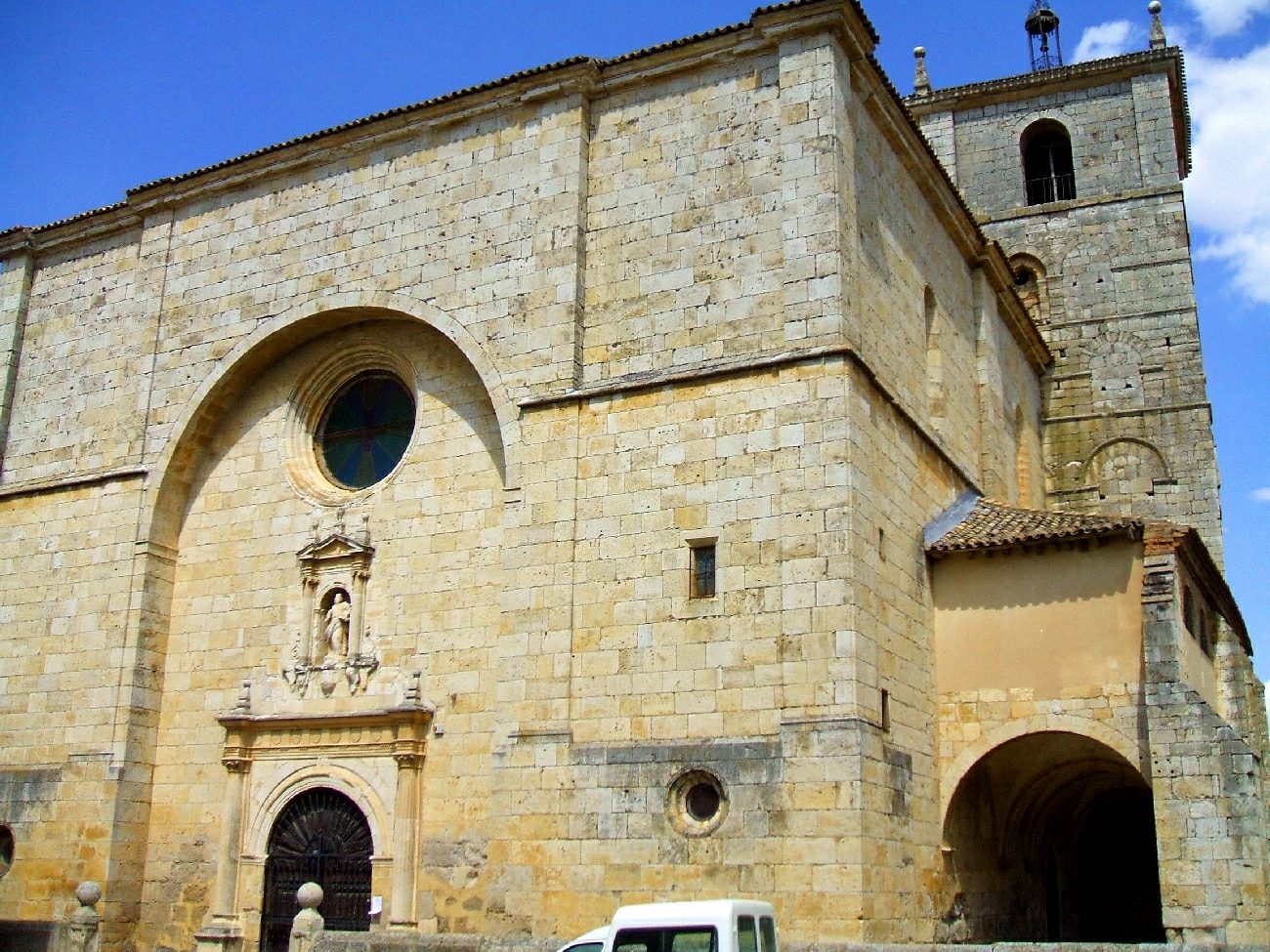
Iglesia de Santa Eugenia

El conjunto monumental de Astudillo fue declarado Bien de Interés Cultural, con categoría de conjunto histórico artístico, en 1995: «Situado en el este de la provincia de Palencia, en la divisoria del Cerrato y Tierra de Campos, este interesante conjunto tiene su origen en la repoblación medieval del último tercio del siglo IX. Conserva su casco medieval, configurado por una clara ronda de muralla, de la que se conservan algunos tramos, como el del convento de las Clarisas, y una de las seis puertas que tuvo la villa. De singular interés son las tres iglesias parroquiales que conserva, así como el conjunto de casonas de los siglos XVI al XIX, y numerosos ejemplos de arquitectura popular. Y en especial, la arquitectura hipogea existente en el subsuelo».
Buena muestra de la importancia que alcanzó esta villa durante la Edad Media son los restos conservados del Castillo de La Mota y sus murallas (Puerta de San Martín y torreón en el Monasterio de Santa Clara), los restos románicos de las iglesias de Santa María de Dehesa de Espinosilla, Santa María de Valdeolmos, y del Santísimo Cristo de Torre Marte, fuera del núcleo urbano. Dentro de la población se encuentran las iglesias góticas de San Pedro, Santa María y Santa Eugenia Estos templos atesoran un impresionante patrimonio artístico, como los retablos que a finales del siglo XVI realizó Hernando de la Nestosa para las parroquias de San Pedro y Santa María o las obras reunidas en el Museo parroquial de Santa Eugenia (tallas góticas, retablo mayor hispanoflamenco, colección de orfebrería religiosa, mosaicos romanos).

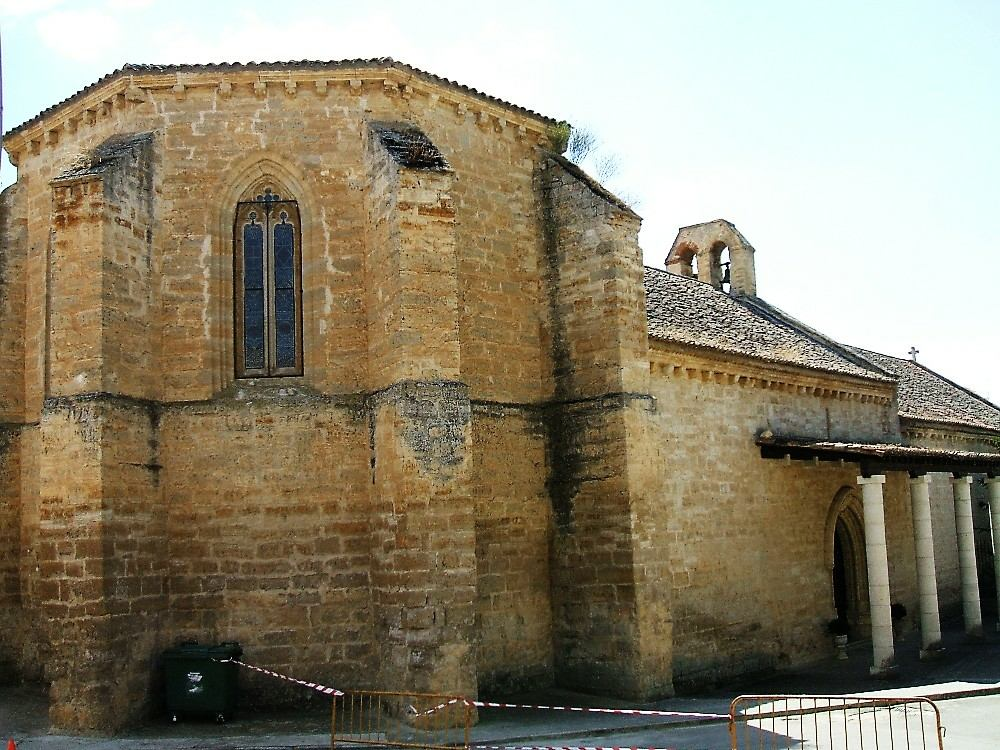
Real Monasterio de Santa Clara en Astudillo (Palencia) fundado por María de Padilla

Un monumento singular de Astudillo es el Real Monasterio de Santa Clara, fundado a mediados del siglo XIV por María de Padilla, querida del rey de Castilla Pedro I de Castilla. En su iglesia de estilo gótico-mudéjar cabe destacar el artesonado y las yeserías del coro. Junto al templo, Pedro I y María de Padilla edificaron un palacio con fachada de formas islámicas cuyas salas, adornadas con alfarjes y yeserías, albergan un interesante museo de obras mudéjares y arte sacro. En el recinto de este palacio se puede visitar una de las mejores exposiciones de belenes de todo el mundo en distintos materiales. Una réplica a escala de palacio se encuentra en el parque temático Mudéjar de Olmedo.
La localidad conserva su laberíntica trama urbana de origen medieval. Estrechas calles y pequeñas plazoletas donde encontraremos grandes casas solariegas de los siglos XVII y XVIII, el antiguo Hospital, la ermita de La Cruz y buenos ejemplos de la variada arquitectura tradicional de esta comarca. Su plaza Mayor porticada es una de las más pintorescas de la provincia.
También de la Edad Media se conserva la red de galerías que recorre el subsuelo de la villa y de las que se han documentado más de dos kilómetros. Pasadizos de sillería, con bóvedas de cañón y apuntadas, que han originado más de una leyenda sobre su origen y función, aunque los astudillanos siempre las han utilizado para criar en ellas sus tintos y claretes. Junto a estas misteriosas galerías, Astudillo cuenta también con numerosas bodegas tradicionales, como las excavadas en La Mota y El Altillo, que nos recuerdan la importancia que por estas tierras tuvo el viñedo hasta tiempos recientes.
Dispone de un viejo puente de origen medieval sobre el río Pisuerga, rehabilitado y transformado a lo largo de los siglos XVI y XVII y definitivamente reconstruido en 1779 durante el reinado de Carlos III como indica una placa grabada en una pila de la cabecera derecha del puente. 
También se puede ver un conjunto de pontones y un largo muro de acompañamiento, todo ello de buena fábrica de sillería, de época clasicista y que salvan el Arroyo Parboño, prácticamente junto al río Pisuerga.

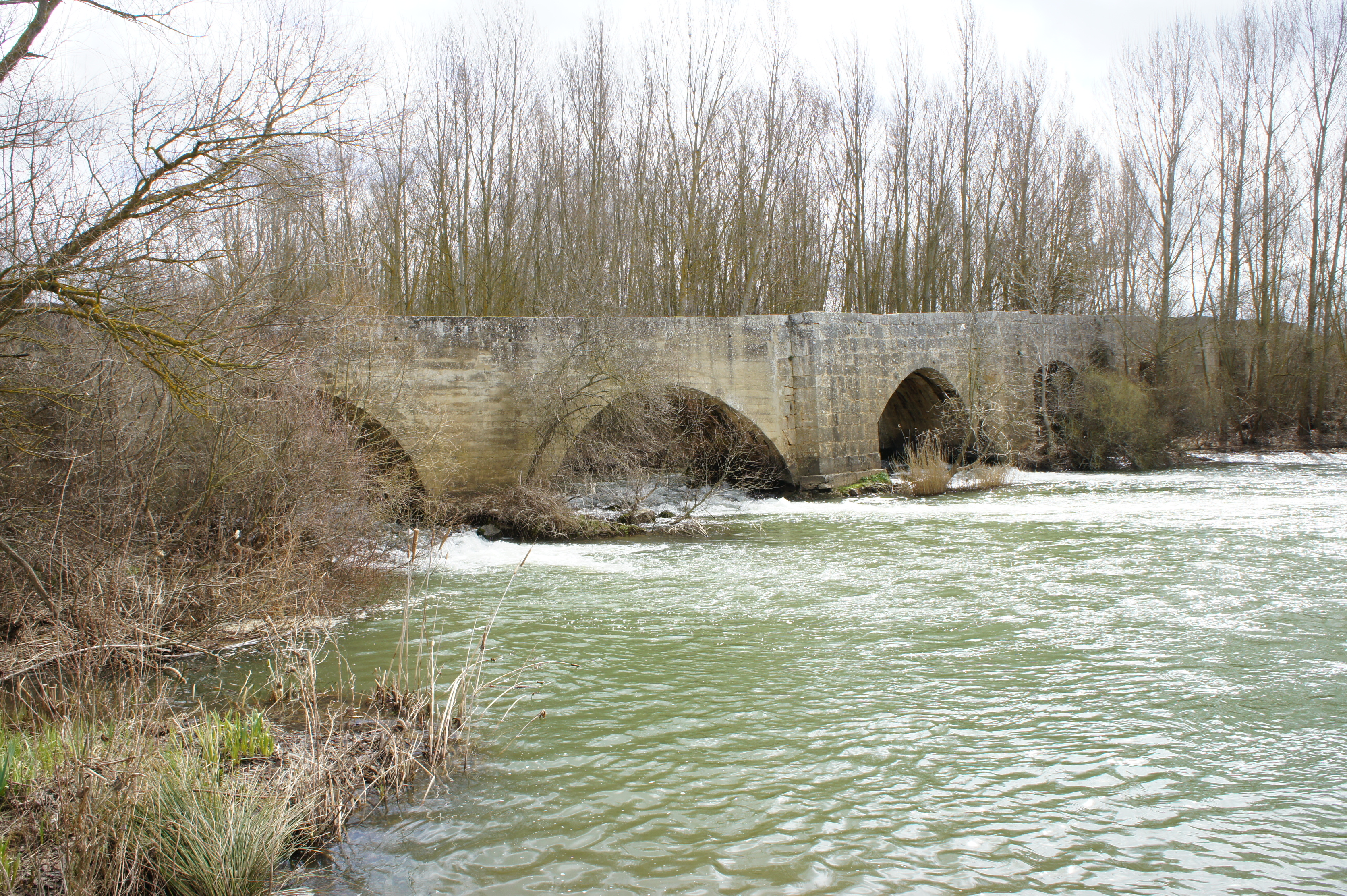
Puente sobre el río Pisuerga

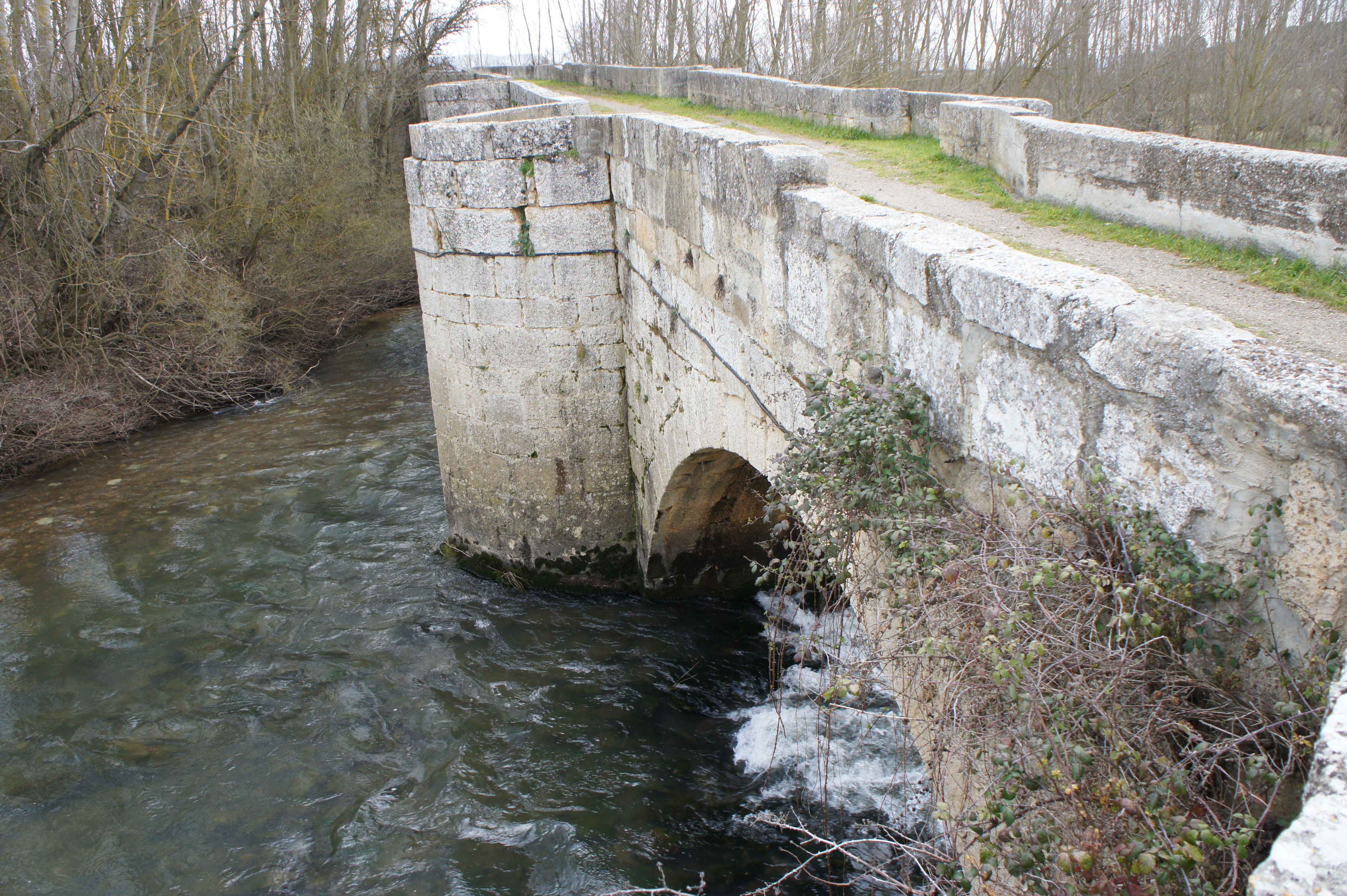
Puente sobre el río Pisuerga. Detalle de arco y tablero

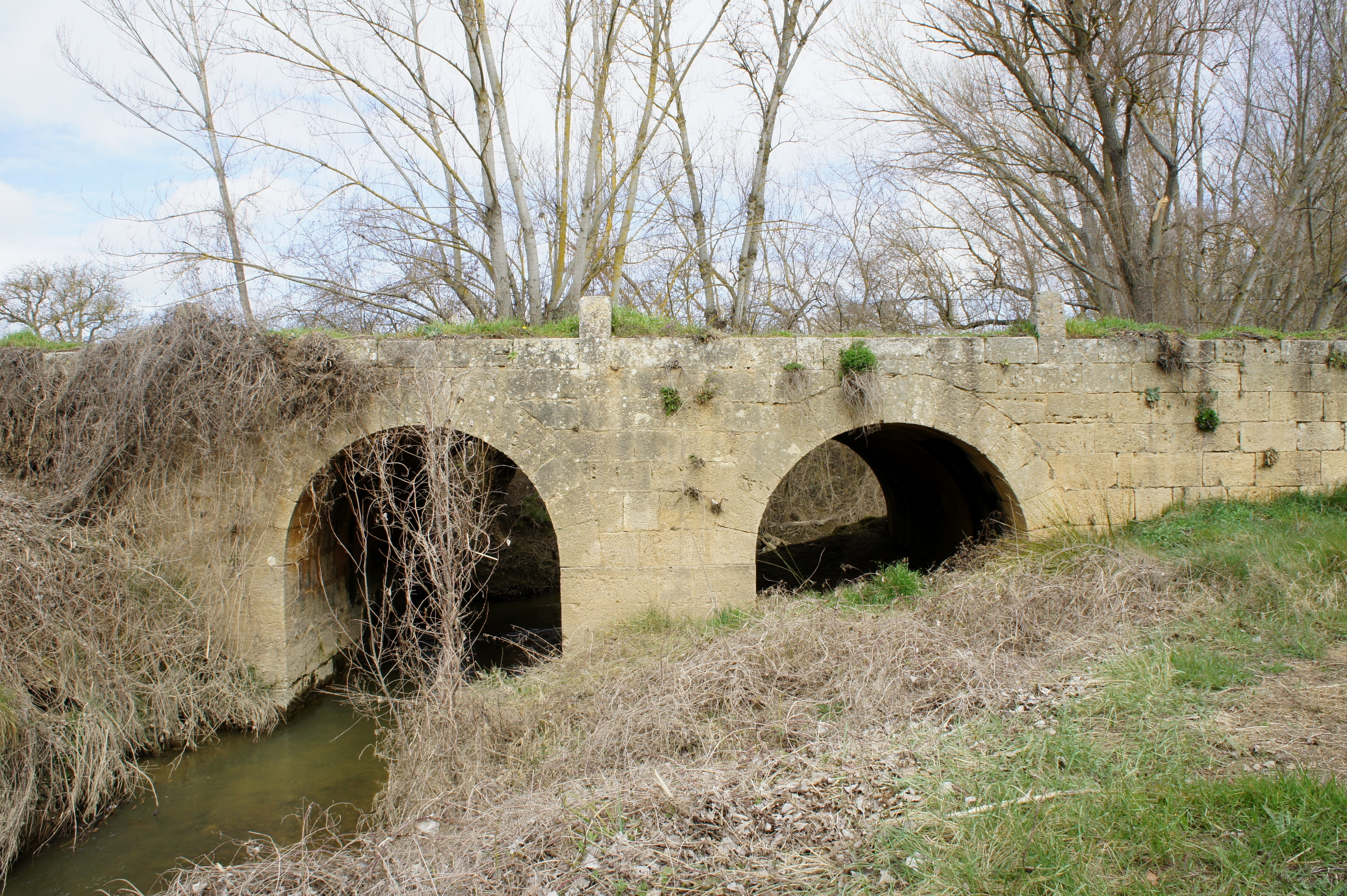
Pontones sobre el Arroyo Parboño

## Municipios hermanados
- Puerto Lumbreras: a raíz de la participación en el Grand Prix, que se emitía por La 1 de TVE, estos dos pueblos decidieron hermanarse. En la actualidad existe una avenida en Astudillo con el nombre de «Avda. Puertolumbreras» y en Puerto Lumbreras otra llamada «Avda. Astudillo».